# Cattedrali nelle Bahamas
Questa è una lista delle cattedrali nelle Bahamas.

## Cattedrale anglicana
| Cattedrale                  | Diocesi                     | Città  | Dedicazione | Immagine |
| --------------------------- | --------------------------- | ------ | ----------- | -------- |
| Cattedrale di Christ Church | Diocesi di Nassau e Bahamas | Nassau | Gesù        |          |

## Cattedrale cattolica
| Cattedrale                          | Diocesi               | Città  | Dedicazione           | Immagine |
| ----------------------------------- | --------------------- | ------ | --------------------- | -------- |
| Cattedrale di San Francesco Saverio | Arcidiocesi di Nassau | Nassau | San Francesco Saverio |          |